# Cucina laotiana

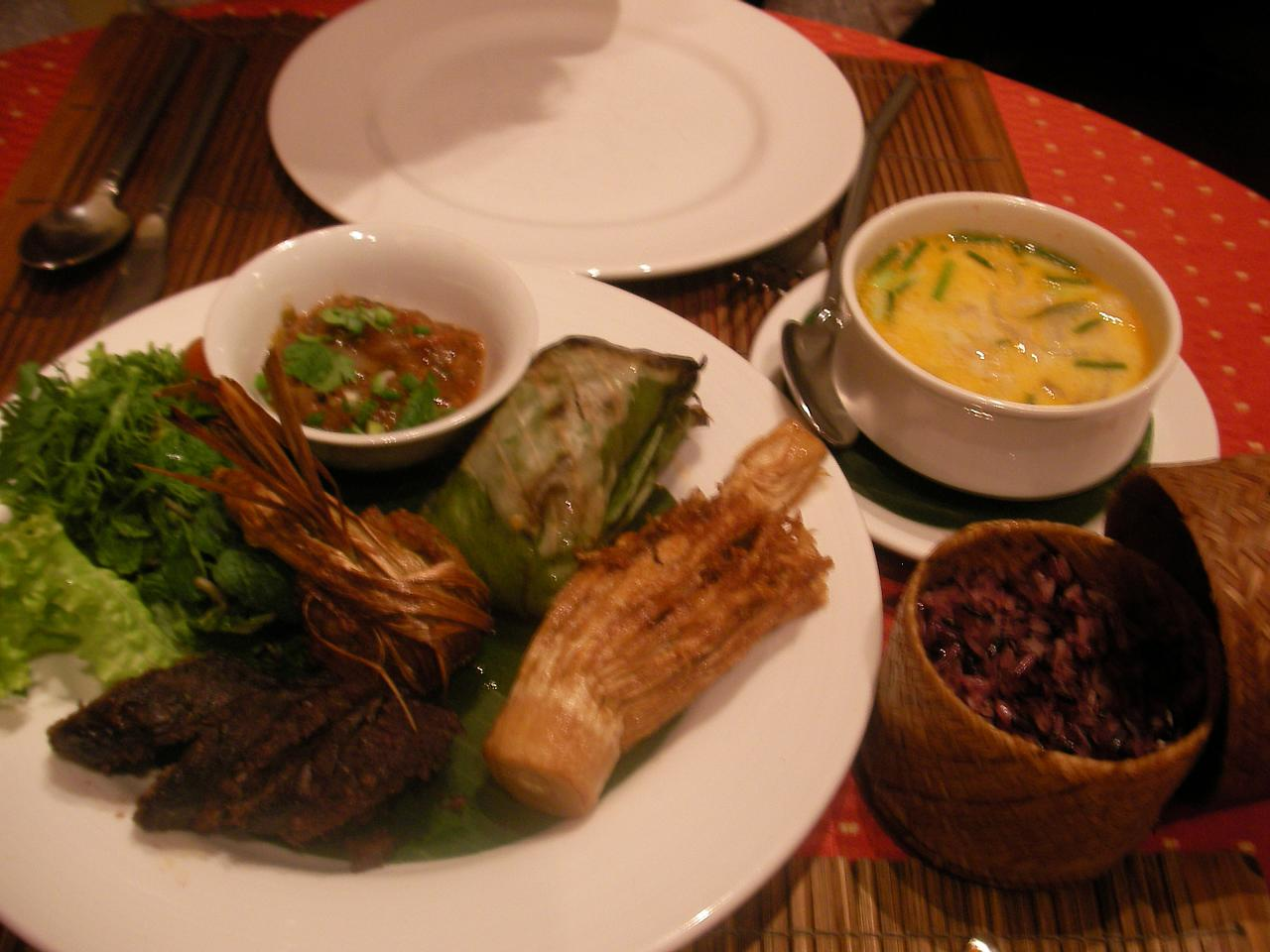
Pasto Lao a Luang Prabang, Laos

La cucina laotiana o cucina del Laos (ອາຫານລາວ) è la cucina dello stato asiatico del Laos e del popolo di etnia Lao. Il cibo principale è il riso glutinoso al vapore e viene mangiato con le mani. I laotiani mangiano più riso glutinoso di qualsiasi altro popolo al mondo.
Il riso glutinoso è considerato l'essenza di cosa significa essere laotiano. I laotiani spesso fanno riferimento a se stessi come "luk khao niaow" ovvero: "figli/discendenti del riso glutinoso". Il galanga, la citronella e il padaek (salsa di pesce fermentato) sono altri ingredienti importanti.

## Origini

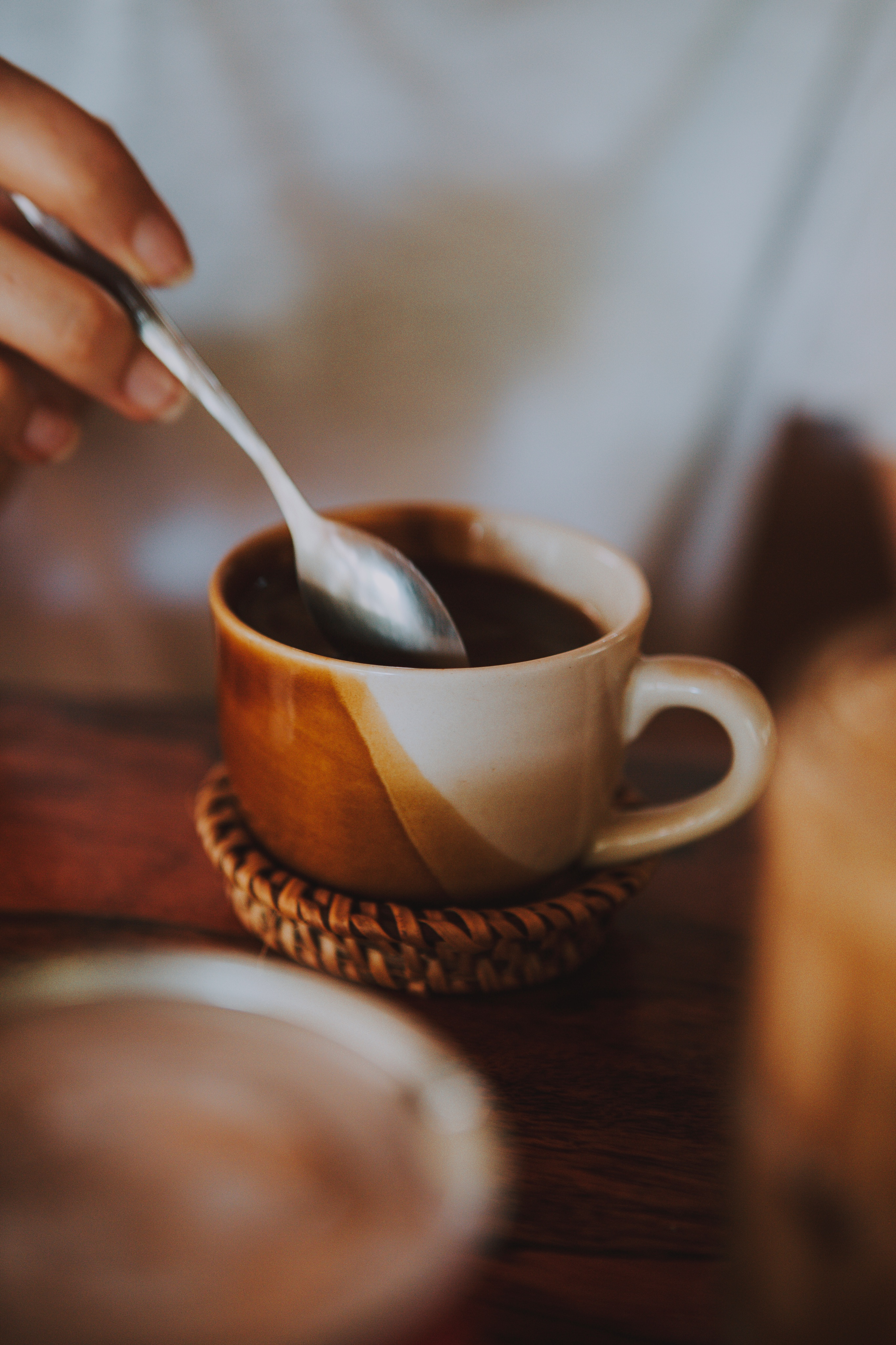
Caffè laotiano

Il popolo del Laos proveniva originariamente da una regione settentrionale che ora fa parte della Cina. Mentre si spostavano verso sud, portavano con sé le loro tradizioni. A causa delle migrazioni storiche del popolo laotiano dal Laos nelle regioni vicine, la cucina laotiana ha influenzato la regione del Nordest della Thailandia, e i cibi laotiani sono stati introdotti anche in Cambogia e Thailandia settentrionale dove sono emigrati i Laos.
Come la maggior parte delle nazioni del sud-est asiatico, il Laos è stato fortemente influenzato dalla cultura indiana e cinese. Da tempo immemorabile, il popolo laotiano commerciava direttamente con l'antica Cina. Tuttavia, è stata l'Indianizzazione del Laos ad aver avuto l'impatto maggiore. La diffusione dell'induismo, del buddismo e dell'Islam nel sud-est asiatico durante questo periodo ha portato con sé le tradizioni e la cultura indiana in quelle che oggi sono Indonesia, Malesia, Singapore, Thailandia, Birmania, Cambogia e Laos, dove ha messo radici e continua a prosperare fino ad oggi. È anche durante questo periodo i monaci buddisti introdussero in Laos le spezie tradizionali indiane, il curry e il latte di cocco. Tuttavia, a differenza della maggior parte dei suoi vicini, l'affinità del popolo laotiano per il glutinoso o appiccicoso riso e la forte attenzione della cucina laotiana al riso appiccicoso ha fatto sì che il latte di cocco e i noodles non abbiano mai svolto un ruolo significativo nella cucina laotiana. Invece, latte di cocco, curry e noodles si limitano a poche zuppe laotiane, piatti a base di noodle e dessert a base di riso appiccicoso.

## Ingredienti

### Riso e tagliatelle
- Riso

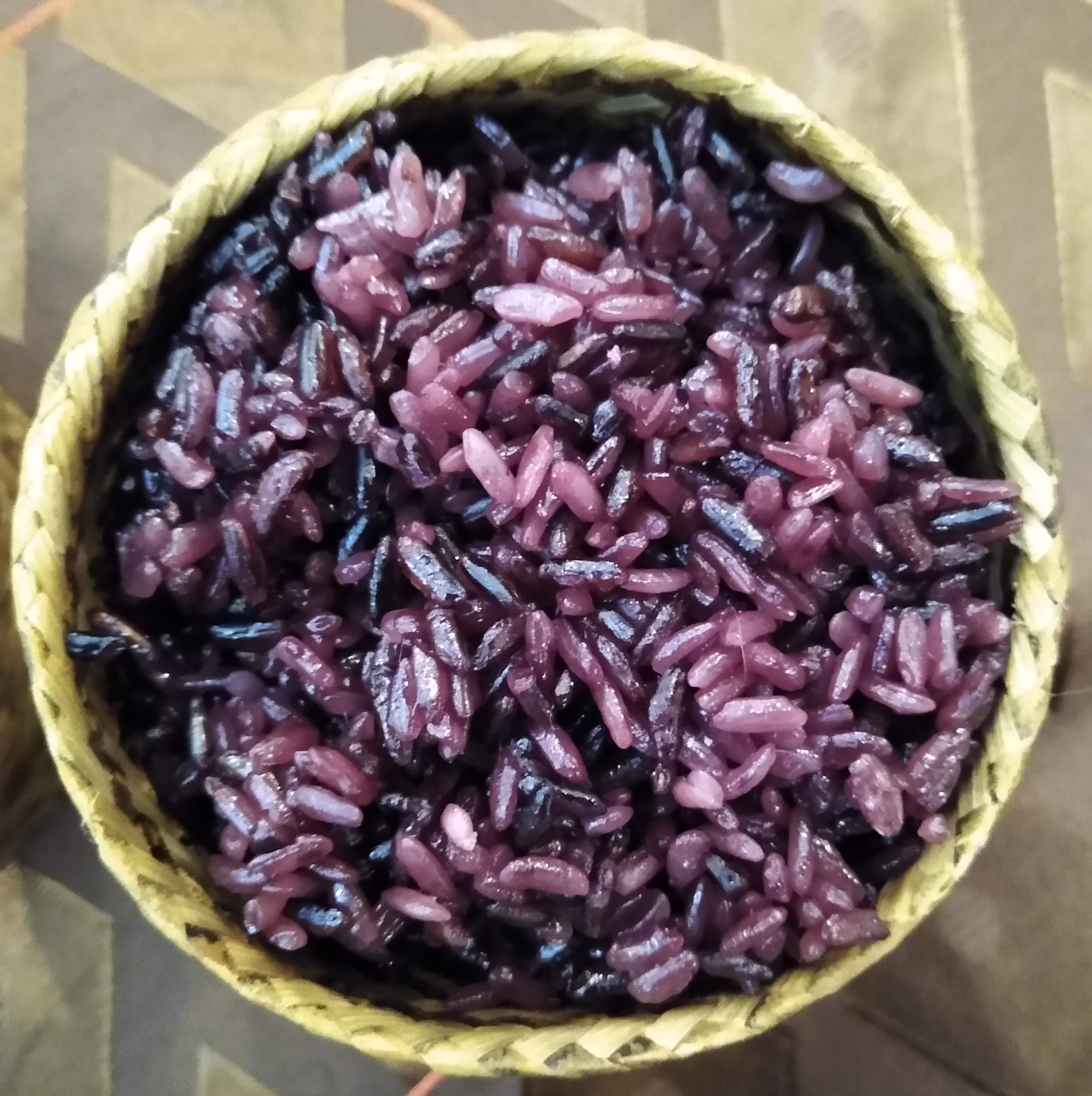
Riso glutinoso servito in un cesto in un ristorante a Vientiane

- Khao niao - un tipo di riso coltivato principalmente nel Sud-est e Asia orientale, che ha un contenuto opaco di grains, un contenuto molto basso di amilosio ed è particolarmente appiccicoso quando viene cotto.
- Cellophane noodles - spaghetti trasparenti a base di fagiolo mung amido e acqua.
- Khao poon - sono spaghetti di riso freschi che sono fatti con riso che è stato prima fermentato per tre giorni, bollito e poi trasformato in tagliatelle premendo l'impasto risultante attraverso un setaccio in acqua bollente.
- Phở - versione laotiana del phở vietnamita.
- Khao soi - zuppa di noodle tipica del nord del Paese, fatta con pasta fresca di riso tagliata larga a mano, in un brodo di carne arricchito con un ragù di maiale, pomodoro e pasta di fagioli di soia fermentati (mak tua nao).[12]

### Verdure, erbe e spezie
- Holapha - consumato crudo con feu.
- germogli di bambù - usato negli stufati o bollito come contorno.
- Banana fiore - un accompagnamento crudo alla zuppa di noodle o cotto in altri.
- Peperoncino -  sette tipi popolari.
- Bargiglio rampicante (acacia) - utilizzato in zuppe, curry, frittate, e saltate in padella.
- Coriandolo (coriandolo) - sia le foglie che i semi aggiunti a salse, marinate e un'ampia varietà di piatti.
- Cetriolo - consumato come guarnizione o come sostituto della papaia verde in insalata.
- Galangal - tipicamente usato in zuppe, piatti misti e marinate.
- Aglio
- Zenzero fiore
- Zenzero radice
- Kaffir lime - tipicamente utilizzato in zuppe e stufati.
- Kaipen - fogli essiccati di fiume Mekong alghe, simile a nori.
- Lao basil - usato in zuppe e stufati.
- Coriandolo del Laos - ("aneto del Laos"), usato negli stufati e consumato crudo.
- melanzane del Laos - piccola e rotonda melanzane Kermit, usata negli stufati o mangiato crudo.

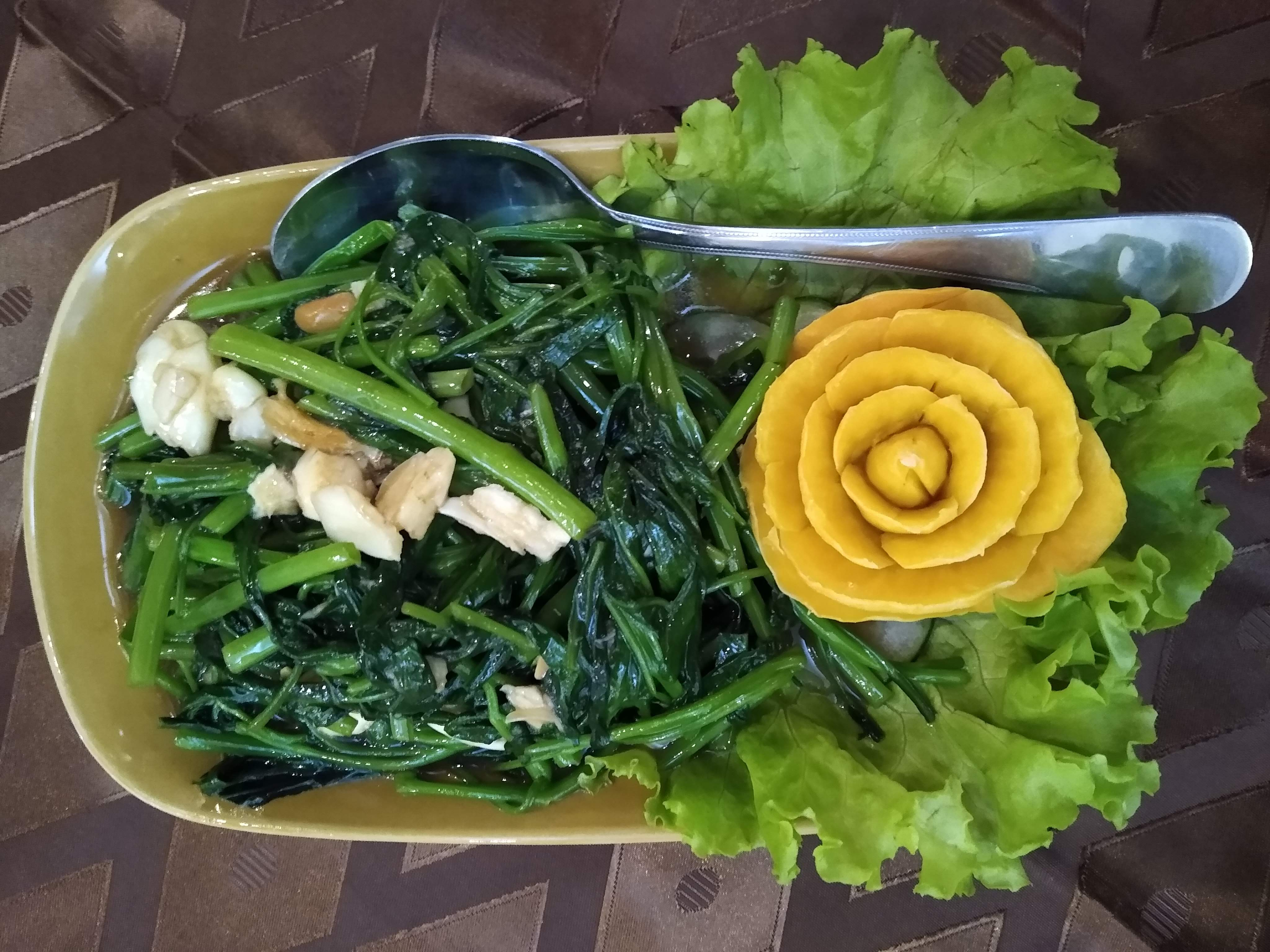
Spinaci d'acqua saltati in padella in un ristorante laotiano

- Citronella - utilizzato in zuppe, stufati e marinate.
- Lime - ingrediente comune a molti piatti.
- Menta - usato in goy/laap e mangiato crudo.
- Orrore di mezzanotte - un verde amaro, mangiato crudo.
- Funghi - usato nelle zuppe e nelle patatine fritte.
- Neem (kadao) - Azadirachta indica o neem, un ortaggio amaro spesso consumato crudo.
- Papaya (verde) - sminuzzato e utilizzato nell'insalata di papaya piccante.
- Rattan shoots - tipicamente usato negli stufati (amaro).
- Glicine scarlatto - Sesbania grandiflora, fiore consumato come verdura in zuppe e curry.
- Sakhaan - radice di Piper ribesioides, usata negli stufati.
- Sallot -
- Tamarindo - frutta acida usata nelle zuppe o come spuntino.
- Foglia di tamarindo - usato nelle zuppe.
- Pomodoro - consumato come elemento di contorno o in insalata di papaia.
- Bacca di tacchino - Solanum torvum, tipicamente utilizzato in stufati e curry.

### Paste e salse

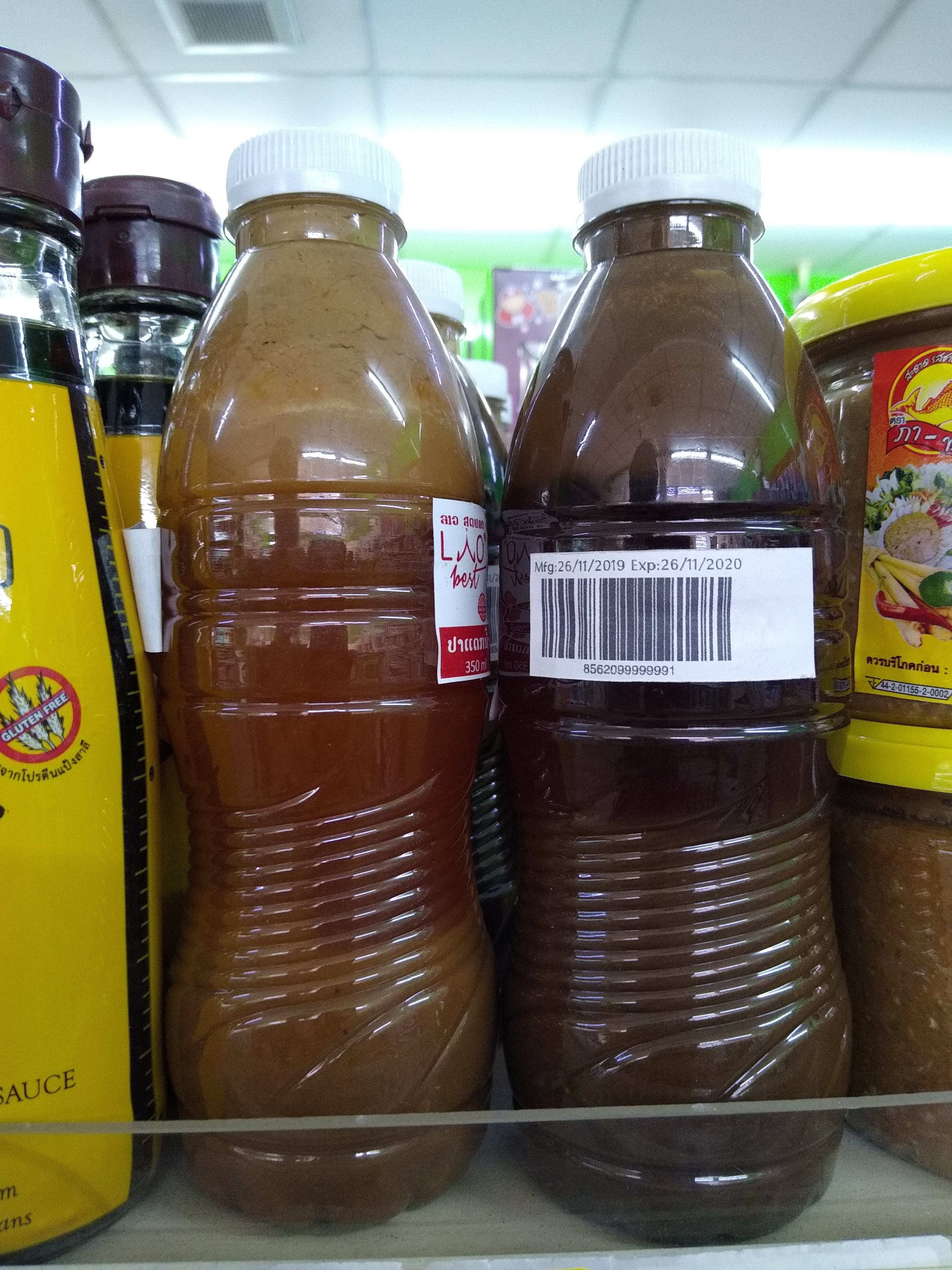
Padaek, salsa di pesce laotiana

- Salsa di pesce (nam pa) - salsa di pesce chiara (ນ້ຳປາ,, Isan: น้ำปลา, pronuncia IPA Template:/nâm.pàː/), usata come condimento salato.
- Padaek - pasta di pesce fermentato.
- Salsa di soia

### Carne
- Uovo del secolo (khai niaow ma; lett. 'uovo di urina di cavallo' - ໄຂ່ຢ່ຽວມ້າ; pronuncia IPA /kʰāj jāw mâː/)
- Cagliata di sangue di maiale
- Pancetta di maiale "maiale a tre strati" - (ຊີ້ນໝູສາມຊັ້ນ; isan: ซี้นหมูสามซั้น; pronuncia IPA: /sîːn.sǎːːn.s/)
- Pelle secca di bufalo d'acqua - (ໜັງເຄັມ; pronuncia IPA /nǎŋ.kʰém/) usata in jaew bong e stufati.

### Pesce
Nonostante il Laos non abbia sbocco sul mare, vengono consumati diversi tipi di pesce, soprattutto quelli di acqua dolce, inoltre viene usato comunemente in cucina il padaek, salsa di pesce laotiana; tra i piatti più famosi di pesce laotiani possiamo ricordare:
- Mok Pa: è un tipico pesce al vapore, avvolto in foglie di banana e legato con uno spago di bambù. È condito con citronella, foglie di kaffir, cipolle verdi, salsa di pesce, peperoncini verdi, pasta di gamberi e aneto fresco.
- Gamberetti crudi: sono gamberi pescati dal fiume Mekong, conditi con limone, spezie e salsa di pesce.

### Frutta
anguria, ananas, mela zuccherata, (mela crema o sweetsop), longan, litchi, pera asiatica, mango, mela rosa (mela d'acqua), banana, jackfruit, rambutan, giovane cocco, arancia, dolce tamarindo, papaia, durian, canna da zucchero, pomelo, sapodilla, guava, mela stellata, mangostano, melone, santol, langsat, uva, corossolier (soursop), mak yom e mak num nom.
Anche l'intaglio del melone è una tradizione popolare in Laos, dove gli artisti possono intagliare bellissimi fiori e altri disegni in frutti come l'anguria. Anche le composizioni di frutta sono comuni e vengono eseguite durante occasioni speciali come matrimoni e altre cerimonie.

## Dolci
Khong wan (lett. 'cose dolci'). I dessert laotiani sono generalmente realizzati con la combinazione di frutti tropicali e prodotti a base di riso glutinoso. Questi possono variare da tipi di torte, gelatine, bevande e creme.

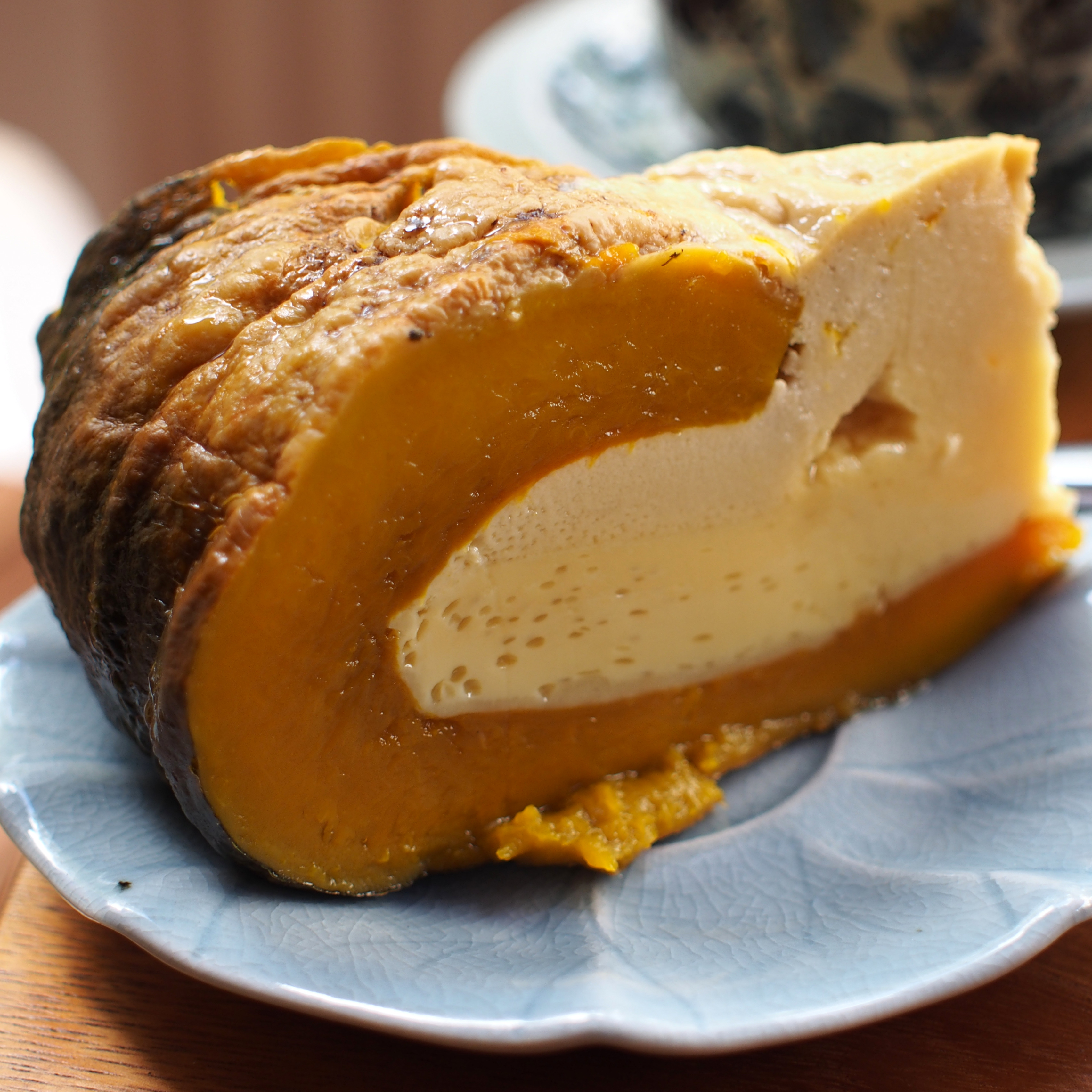
Sangkhaya

- Khao lam - piatto a base di riso appiccicoso dolce con fagioli rossi, cocco, latte di cocco e zucchero preparato nel bambù.
- Khao niao mamuang - riso appiccicoso con cocco e mango.
- Khao pard - torta di riso gelatinosa, unica per i suoi strati. Di solito è verde dall'uso delle foglie di pandano come ingrediente.
- Khao tom - riso al vapore avvolto in foglie di banana. Vari ripieni includono carne di maiale, banane e taro.
- Khanom kok - gnocco al cocco fatto su una piastra. Può essere condito con cipolle verdi.
- Khanom maw kaeng - torta alla crema di cocco.
- Cendol o Lod xong - un dolce verde simile a un verme a base di gelatina di riso, latte di cocco e zucchero di palma liquefatto.
- Nam wan - un nome generico per un dessert che può contenere tapioca e vari frutti tra cui durian, jackfruit e castagne d'acqua.
- Sangkaya - crema pasticcera fatta con crema di cocco e kabocha, un tipo di zucca asiatica.
- Voon - gelatina a base di latte di cocco

## Bevande

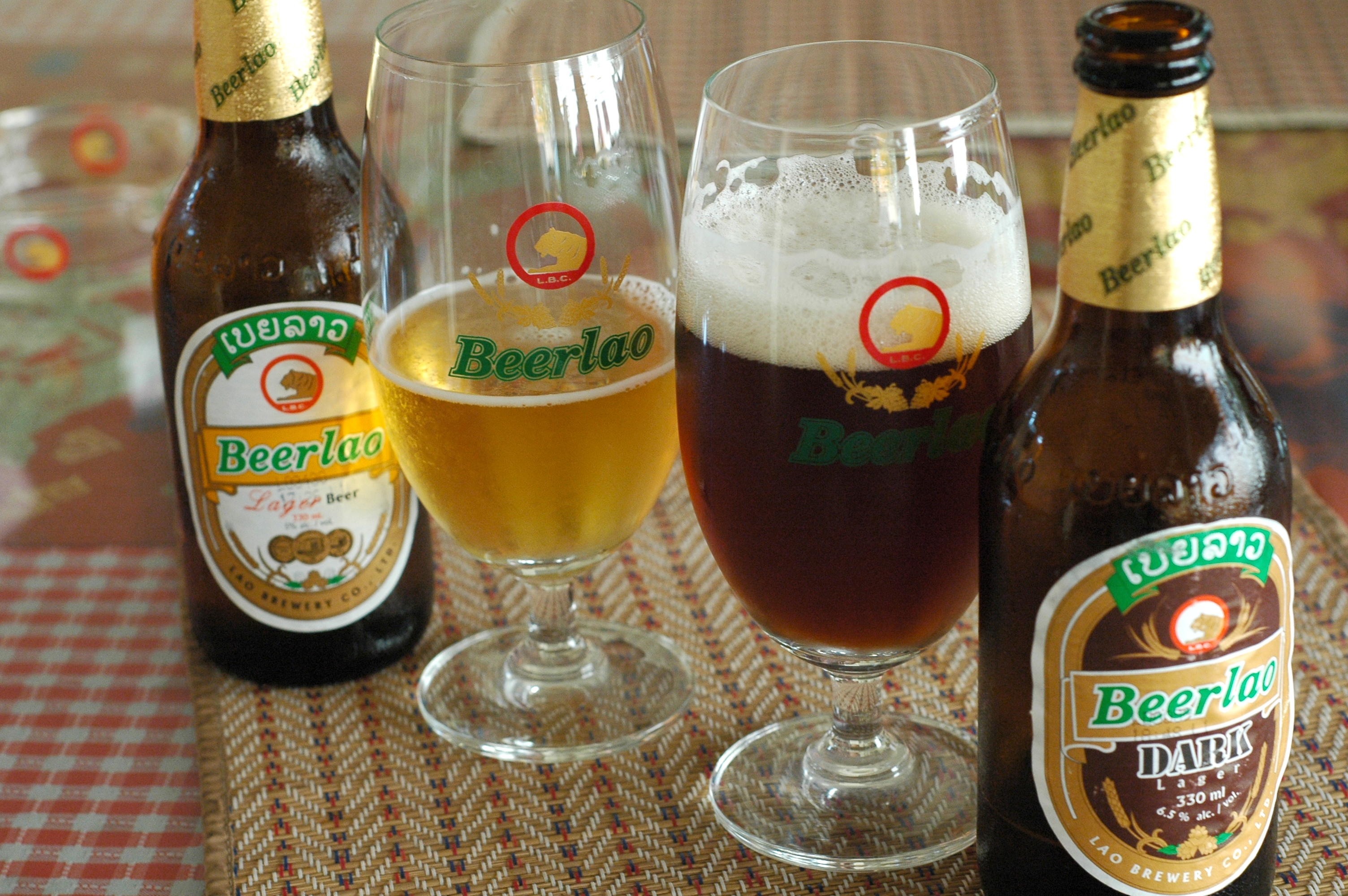
La birra laotiana Beerlao

### Non-alcoliche
- Caffè laotiano
- Nam oi - succo di canna da zucchero
- Nam pun - frullato
- Latte di cocco
- Oliang - caffè freddo
- Saa - tè laotiano.

### Alcoliche
- Beerlao - birra
- Lau-lao - distillato di riso
- Lau-hai - vino di riso glutinoso

## Metodi culinari
Grigliare, bollire, stufare, cuocere a vapore, scottare e mescolare (come nelle insalate) sono tutti metodi di cottura tradizionali. La frittura in padella è ora comune, ma considerata un'influenza cinese. Gli stufati sono spesso di colore verde, a causa della grande percentuale di verdure utilizzate e delle foglie di ya nang. Le zuppe/stufati sono classificati come segue, tom, tom jeud, kaeng e kaeng soua.
Ping significa grigliato. È un metodo di cottura preferito. Ping gai è pollo alla griglia, ping sin è carne alla griglia e ping pa è pesce alla griglia. Prima della grigliatura, la carne viene tipicamente condita con aglio tritato, radice di coriandolo tritata, galanga tritata, sale, salsa di soia e salsa di pesce, ciascuno in quantità variabile, se non del tutto, a seconda delle preferenze. I laotiani sembrano preferire una grigliata più lunga a fuoco più basso.

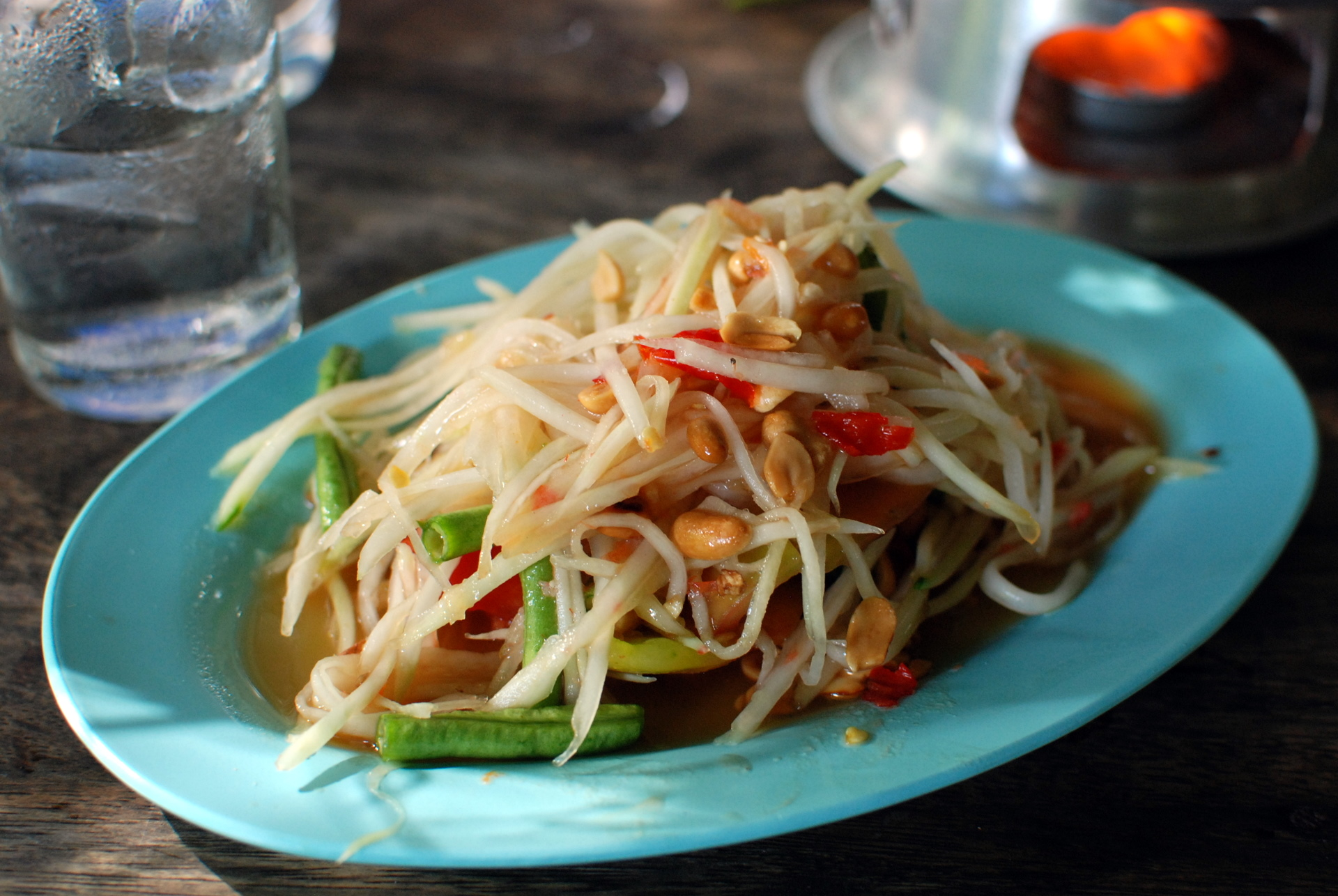
Insalata di papaya verde laotiana

Il risultato è una carne alla griglia che è tipicamente più secca di quella a cui sono abituati gli occidentali. I Lao probabilmente preferiscono il loro cibo in questo modo, perché desiderano mantenere le mani asciutte e pulite per maneggiare il riso appiccicoso. Di solito mangiano anche il cibo grigliato con una salsa piccante (cheew) di qualche tipo, che toglie la secchezza.
Il cibo laotiano differisce dalle cucine vicine sotto molteplici aspetti. Uno è che il pasto del Laos include quasi sempre una grande quantità di verdure crude fresche, verdure ed erbe aromatiche servite svestite sul lato. Un altro è che i piatti salati non sono mai dolci. "Agrodolce" è generalmente considerato bizzarro e straniero in Laos. Un altro ancora è che alcuni piatti sono amari. C'è un detto nella cucina laotiana, "van pen lom; khom pen ya", che può essere tradotto come "il dolce ti abbatte; l'amaro è una medicina".
Un paio delle erbe verdi preferite nella cucina laotiana ma generalmente ignorate dai loro vicini sono la menta e l'aneto, entrambi di fondamentale importanza. Il galangal è un'erba da cucina molto apprezzata in Laos, a differenza dei paesi vicini. Appare probabilmente nella maggior parte dei piatti laotiani, insieme alle erbe convenzionali: aglio, scalogno, citronella, ecc. Un'altra caratteristica distintiva del cibo laotiano o, più propriamente, delle abitudini alimentari laotiani, è che il cibo viene spesso consumato a temperatura ambiente. Ciò può essere attribuibile al fatto che il cibo laotiano servito con riso appiccicoso viene tradizionalmente maneggiato a mano.

## Piatti

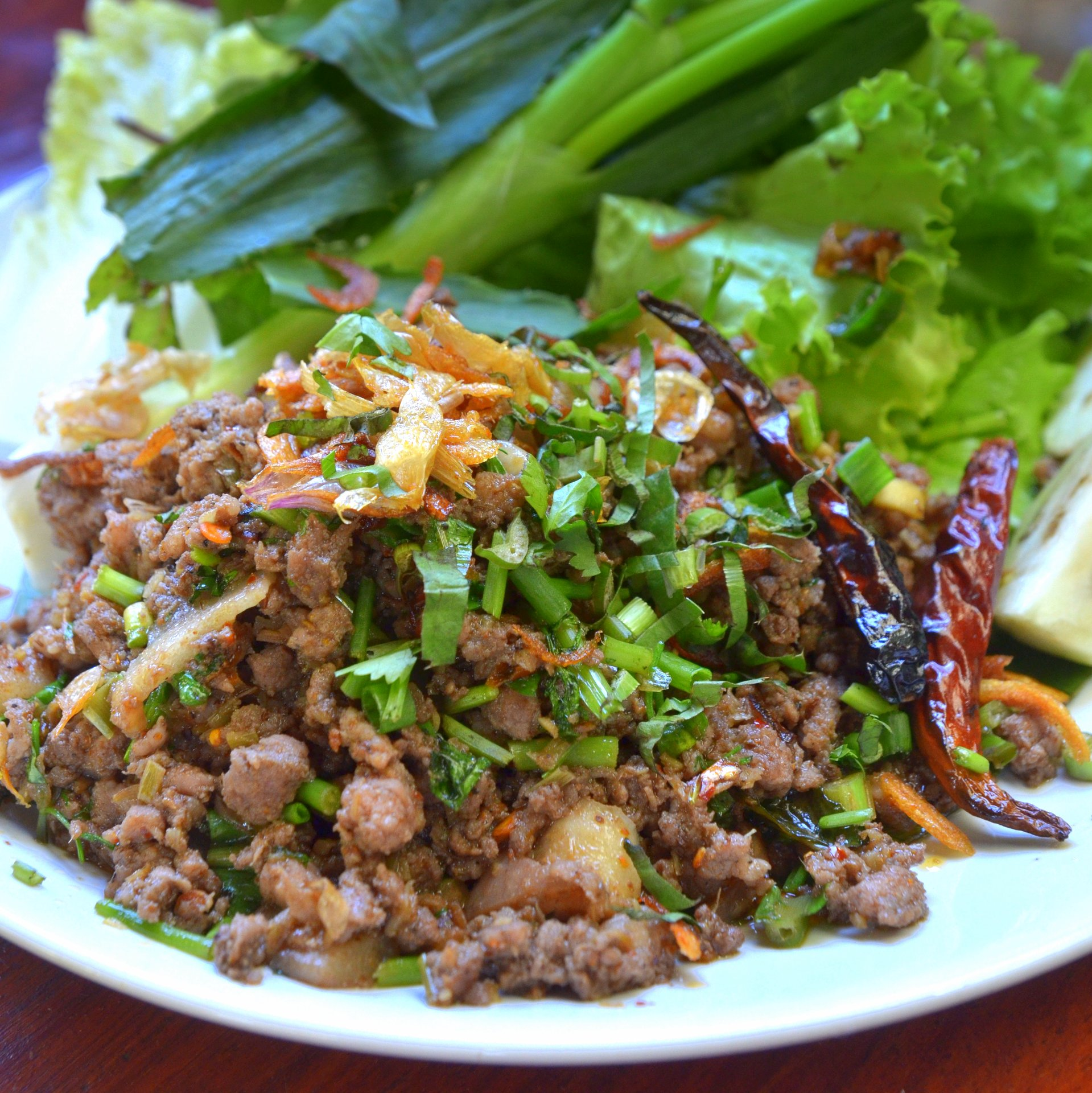
Larb

Il piatto lao più famoso è il larb (Lao: ລາບ; talvolta pronunciato laap), un misto speziato di carne marinata o pesce che talvolta è crudo (preparato come il ceviche) con una combinazione variabile di erbe, vegetali e spezie. Un altro piatto molto diffuso è la papaya verde salata e speziata conosciuta come tam mak hoong (Lao: ຕໍາໝາກຫຸ່ງ) o som tam

.
Tra i dolci va segnalata la sangkhaya, crema a base di cocco, zucchero e uova della tradizione portoghese/malese.